# Natação nos Jogos Pan-Americanos de 2019 - Revezamento 4x100 m medley masculino
As competições do revezamento 4x100 metros medley masculino da natação nos Jogos Pan-Americanos de 2019 foram realizadas em 10 de agosto no Centro Aquático Nacional, em Lima, no Peru. 

## Calendário
Horário local (UTC-5).
| Data         | Horário | Fase          |
| ------------ | ------- | ------------- |
| 10 de agosto | 12:40   | Eliminatórias |
| 10 de agosto | 22:10   | Final         |

## Medalhistas
|  | USA Estados Unidos |  | BRA Brasil |  | ARG Argentina |
|  | Daniel Carr Nathan Adrian Nicolas Fink Thomas Shields Matthew Josa* Michael Chadwick* Nicholas Alexander* Nicolas Fink* |  | Guilherme Guido João Luiz Gomes Júnior Marcelo Chierighini Vinicius Lanza Breno Correia* Felipe Lima* Leonardo de Deus* Luiz Altamir Melo* |  | Agustin Hernandez Federico Grabich Gabriel Osvaldo Morelli Santiago Grassi Gabriel Osvaldo Morelli* Guido Alejandro Buscaglia* |

* Nadadores que só participaram das eliminatórias da prova, mas que também recebem medalhas.

## Recordes
Antes desta competição, os recordes mundiais e pan-americanos da prova eram os seguintes:
| Tipo                             | Atleta | Tempo   | Local   | Data                |
| -------------------------------- | --- | ------- | ------- | ------------------- |
|                                  | Estados Unidos · Aaron Peirsol (52.19) · Eric Shanteau (58.57) · Michael Phelps (49.72) · David Walters (46.80)      | 3m27s28 | Roma    | 2 de agosto de 2009 |
| Recorde dos Jogos Pan-Americanos | Brasil · Guilherme Guido (53.12) · Felipe França Silva (59.81) · Arthur Mendes (52.14) · Marcelo Chierighini (47.61) | 3m32s68 | Toronto | 18 de julho de 2015 |

Os seguintes novos recordes foram estabelecidos durante esta competição:
| Data         | Evento | Atleta                                                                                                | Tempo   | Notas                            |
| ------------ | ------ | --- | ------- | -------------------------------- |
| 10 de agosto | Final  | Estados Unidos · Daniel Carr (53.95) · Nic Fink (58.57) · Tom Shields (50.40) · Nathan Adrian (47.33) | 3:30.25 | Recorde dos Jogos Pan-Americanos |

## Resultados

### Eliminatórias
A eliminatória foi realizada em 10 de agosto. 
| Pos. | Bateria | Raia | Nadador | Nacionalidade      | Tempo   | Notas |
| ---- | ------- | ---- | --- | ------------------ | ------- | ----- |
| 1    | 2       | 4    | Nicholas Alexander (54.42) Nic Fink (58.86) Matthew Josa (51.97) Michael Chadwick (48.66)                        | USA Estados Unidos | 3:33.91 | Q     |
| 2    | 1       | 4    | Leonardo de Deus (55.49) Felipe Lima (59.69) Luiz Altamir Melo (55.07) Breno Correia (49.86)                     | BRA Brasil         | 3:40.11 | Q     |
| 3    | 2       | 5    | Andy Xianyang Song An (56.62) Mauro Castillo Luna (1:00.94) Mateo González Medina (54.79) Daniel Ramírez (49.09) | MEX México         | 3:41.44 | Q     |
| 4    | 2       | 6    | Charles Hockin (55.41) Renato Prono (1:02.64) Ben Hockin (53.52) Matheo Mateos (52.71)                           | PAR Paraguai       | 3:44.28 | Q     |
| 5    | 2       | 3    | Agustín Hernández (57.28) Gabriel Morelli (1:01.88) Nicolás Deferrari (54.91) Guido Buscaglia (50.43)            | ARG Argentina      | 3:44.50 | Q     |
| 6    | 1       | 3    | Anthony Rincón (56.40) Carlos Mahecha (1:02.28) David Arias (53.94) Esnáider Reales (52.17)                      | COL Colômbia       | 3:44.79 | Q     |
| 7    | 1       | 5    | Jesus Daniel Lopez (58.31) Marco Guarente (1:02.82) Bryan Chavez Avendaño (55.53) Cristian Quintero (49.82)      | VEN Venezuela      | 3:46.48 | Q     |
| 8    | 2       | 2    | Hernán Gonzalez ( 1:00.23) Édgar Crespo ( 1:03.65) Bernhard Christianson (56.26) Isaac Beitía (51.27)            | PAN Panamá         | 3:51.41 | Q     |
| 9    | 1       | 2    | Carlos Cobos (59.13) Giordano Gonzales (1:06.48) Javier Tang Juy (56.14) Sebastian Arispe (51.24)                | PER Peru           | 3:52.99 |       |
| 10   | 1       | 6    | Davante Carey William Russell N'Nhyn Fernander Jared Fitzgerald                                                  | BAH Bahamas        | DNS     |       |

### Final
A final foi realizada em 10 de agosto. 
| Pos.              | Raia | Nadadores                                                                                                   | Nacionalidade      | Tempo   | Notas                            |
| ----------------- | ---- | --- | ------------------ | ------- | -------------------------------- |
| Medalha de ouro   | 4    | Daniel Carr (53.95) Nic Fink (58.57) Tom Shields (50.40) Nathan Adrian (47.33)                              | USA Estados Unidos | 3:30.25 | Recorde dos Jogos Pan-Americanos |
| Medalha de prata  | 5    | Guilherme Guido (53.70) João Gomes Júnior (58.86) Vinicius Lanza (51.13) Marcelo Chierighini (47.29)        | BRA Brasil         | 3:30.98 |                                  |
| Medalha de bronze | 2    | Agustín Hernández (56.54) Gabriel Morelli (1:01.26) Santiago Grassi (51.61) Federico Grabich (49.00)        | ARG Argentina      | 3:38.41 | Recorde nacional                 |
| 4                 | 3    | Andy Xianyang Song An (56.65) Miguel de Lara (1:00.89) Mateo González Medina (53.52) Jorge Iga (49.01)      | MEX México         | 3:40.07 | Recorde nacional                 |
| 5                 | 7    | Anthony Rincón (56.54) Carlos Mahecha (1:01.26) Esnáider Reales (54.03) David Arias (51.66)                 | COL Colômbia       | 3:43.49 |                                  |
| 6                 | 6    | Charles Hockin (55.42) Renato Prono (1:02.62) Ben Hockin (53.29) Matheo Mateos (52.42)                      | PAR Paraguai       | 3:43.75 |                                  |
| 7                 | 1    | Jesus Daniel Lopez (58.21) Marco Guarente (1:01.70) Bryan Chavez Avendaño (54.69) Cristian Quintero (49.36) | VEN Venezuela      | 3:43.96 |                                  |
| 8                 | 8    | Hernán Gonzalez (59.50) Édgar Crespo (1:03.48) Bernhard Christianson (56.08) Isaac Beitía (51.46)           | PAN Panamá         | 3:50.52 |                                  |

Legenda
| Recorde mundial                  | Recorde mundial (World record)               |                       | Recorde africano                      | Recorde africano (African) |                                           | Q | Classificado por posição (Qualified) |
| Recorde dos Jogos Pan-Americanos | Recorde pan-americano (Pan-American record)  | Recorde da América    | Recorde da América (Americas)         | q                          | Classificado por melhor tempo (Qualified) |   |                                      |
| Melhor marca do ano              | Melhor marca do ano (World leading)          | Recorde asiático      | Recorde asiático (Asian)              | DNS                        | Não largou (Did not start)                |   |                                      |
| Recorde nacional                 | Recorde nacional (National record)           | Recorde europeu       | Recorde europeu (European)            | DNF                        | Não terminou (Did not finish)             |   |                                      |
| Recorde pessoal                  | Recorde pessoal do atleta (Personal best)    | Recorde da Oceania    | Recorde da Oceania (Oceania)          | DSQ / DQ                   | Desclassificado (Disqualified)            |   |                                      |
| Recorde da temporada             | Recorde da temporada do atleta (Season best) | Recorde sul-americano | Recorde sul-americano (South America) | NM                         | Sem marca (No mark)                       |   |                                      |